# Tandhjulsbane
 For alternative betydninger, se Bane.
En tandstangs- eller tandhjulsbane (engelsk: Cog Railway) er en bane, hvor fremdriften på hele eller dele af banen sker ved, at tandhjul under lokomotiv eller motorvogn griber ind i en tandstang i sporet. Anvendes på baner med store stigninger, hvor adhæsionen (friktionen mellem hjul og togskinne) ikke er tilstrækkelig til, at toget kan drives fremad (eller bremse).

## Tandstangssystemer
Der er i tidens løb udviklet mange forskellige tandstangssystemer.
I dag bruger de fleste tandhjulsbaner Abt-systemet

### Marsh
Den første tandstangsbane med succes i USA var Mount Washington Cog Railway, udviklet af Sylvester Marsh. Han fik patent den 10. september 1861 og Mount Washington jernbanen, som brugte Marsh' centralt monterede tandstang af parallelle, smedede vinkel-bjælker forbundet af pinde med lige stor indbyrdes afstand, åbnede 1869. Tandhjulene på lokomotiverne havde dybe tænder for at sikre, at mindst to tænder var i kontakt med tandstangen hele tiden – denne fremgangsmåde reducerer risikoen for, at tænderne hopper op og ud af tandstangen.

### Riggenbach
Riggenbach-tandstangs-systemet blev opfundet af Niklaus Riggenbach, som arbejdede på omkring samme tid, men uafhængigt af Marsh. Riggenbach fik et fransk patent i 1863 baseret på en arbejdende model, som han brugte til at fange interessen hos potentielle schweiziske interessenter. Samtidigt havde den schweiziske konsul i USA besøgt Marsh's Mount Washington Cog Railway og rapporterede entusiastisk tilbage til den schweiziske regering. Opsatte på at fremme turismen i Schweiz kommissionerede regeringen Riggenbach til at bygge en tandhjulsbane op ad Rigi-bjerget. Efter konstruktionen af et prototype lokomotiv og en test-bane i et stenbrud nær Bern åbnede Vitznau-Rigi-Bahn d. 22. maj 1871.
Riggenbach-systemet er magen til Marsh systemet i sit design. Det bruger en stigestang udformet af to C-profiler, forbundet med runde eller firkantede stykker med lige store mellemrum. Riggenbach systemet har det problem, at dets fikserede stigetandstang er mere kompleks og dyr at bygge end andre systemer. Efter succesen med Vitznau-Rigi-Bahn, etablerede Riggenbach Maschinenfabrik der Internationalen Gesellschaft für Bergbahnen (IGB)' – et firma som fremstillede tandhjulslokomotiver efter hans design.

### Abt
Abt systemet blev udviklet af Roman Abt, en schweizisk lokomotiv-ingeniør. Abt arbejdede for Riggenbach ved dennes værk i Olten og senere på hans IGB tandhjuls-lokomotiv fabrik. I 1885 grundlagde han sin egen ingeniørvirksomhed.
I de tidlige 1880'ere arbejdede Abt på at udvikle et forbedret tandstangssystem, som løste de begrænsninger, som Riggenbach systemet havde. Først og fremmest var Riggenbach tandstangen dyr at producere og skiftesporene var komplekse. I 1882 designede Abt en ny tandstang, som brugte solide lameller med ind-stansede vertikale tænder. To eller tre af disse lameller er monteret centreret mellem sporene med tænderne forskudt fra hinanden. Brugen af flere lameller med forskudte tænder sikrer, at lokomotivets tandhjul hele tiden har kontakt med tandstangen. Abt systemet er billigere at bygge, fordi hver tandstang vejer mindre pr. given længde. Men Riggenbach systemet er mere resistent overfor slid end Abt.
Abt systemet blev første gang brugt på Harzen-banen i Tyskland, som åbnede i 1885. Tandhjulene kan monteres på samme aksel som selve hjulene, eller de kan køre separat.

### Locher
Opfundet af Eduard Locher, som gik efter at opfinde et system, som kunne bruges ved stigninger helt op til 1 til 2 (50 %). Det mest almindelige system i Schweiz på den tid var Abt-systemet, som var begrænset til stigninger 1 til 4 (25 %).
Locher viste, at ved større stigninger, kunne det drivende hjul let hoppe ud af tandstangskinnen, med potentiel katastrofal afsporing til følge. For at overkomme dette problem, og for at muliggøre en tandstangsbane op ad de stejle sider på Pilatus, udviklede Locher et tandstangs-system hvor tandstangen er en flad skinne med symmetriske, horisontale tænder. De horisontale tandhjul skærer ind i den centralt placerede skinne, drivende lokomotivet fremad samtidig med det holdes centreret på skinnen.
Efter nogle forsøg blev hans system anvendt på Pilatus Bahn, som åbnede i 1889 hvor der på den 4,6 km lange strækning forekommer stigninger på op til 48%. Det er den dag i dag verdens stejleste, offentlige jernbane.
Ingen andre offentlige jernbaner anvender dette system, selvom visse europæiske kulminer bruger Locher-systemet på bratte, underjordiske linjer.

## Tandhjuls-lokomotiver
I begyndelsen blev stort set alle tog på tandhjulsbaner trukket af damplokomotiver. Damplokomotivet skal være kraftigt modificeret for at kunne arbejde effektivt i dette miljø. I modsætning til et diesellokomotiv eller et elektrisk lokomotiv, virker damplokomotivet kun, når dets maskine (eller boiler i dette tilfælde) er omtrent vandret. Kedlen må have sine kedelrør og fyrkassens sider konstant dækket af vand, specielt toppen af fyrkassen, som er af metal. Hvis denne ikke er dækket af vand, vil varmen fra forbrændingen blødgøre den tilstrækkeligt, så den til sidst giver efter for trykket fra kedlen ovenover- med katastrofale konsekvenser.
På tandhjulsbaner med ekstreme hældninger er kedlen, styrehuset og den generelle struktur på lokomotivet tilted forover i forhold til hjulene, så de er mere eller mindre horisontale, når de er på et spor med stor hældning.
Disse lokomotiver kan som oftest ikke fungere på et vandret spor, derfor må hele linjen, inklusive vedligeholdelses-værksteder, anbringes med en hældning. Dette er en af grundene til at tandhjulsbaner var blandt de første til at blive elektrificeret, og i dag drives de fleste af elektricitet.
På en tandhjulsbane skubber lokomotiverne altid deres passagervogne ud fra sikkerhedshensyn, eftersom lokomotivet er udstyret med kraftige bremser, ofte omfattende kroge og klamper som griber solidt fast om sporet.
Nogle lokomotiver er udstyret med automatiske bremser, som aktiveres, hvis farten bliver for høj, hvilket forhindrer løbsk kørsel. Ofte er der ingen kobling mellem lokomotiv og tog, eftersom tyngdekraften altid vil presse passager-vognene ned mod lokomotivet. Elektrisk drevne vogne har derudover ofte også elektromagnetiske skinnebremser.
Den maksimale fart for tog, som opererer på tandhjulsbaner er generelt meget lav, omkring 25 km/t.

## See også
- Bayerische Zugspitzbahn